# Lieusaint (Seine-et-Marne)
Lieusaint település Franciaországban, Seine-et-Marne megyében. Lakosainak száma 14 096 fő (2022. január 1.). Lieusaint Savigny-le-Temple, Saint-Pierre-du-Perray, Tigery, Combs-la-Ville és Moissy-Cramayel községekkel határos.

## Népesség
A település népességének változása:
| Lakosok száma | 11 033 | 13 242 | 13 505 | 13 291 | 13 410 | 13 853 | 13 804 | 13 808 | 14 096 |
|               | 2013   | 2015   | 2016   | 2017   | 2018   | 2019   | 2020   | 2021   | 2022   |